# Worcester’s Men
The Earl of Worcester’s Men waren eine Schauspieltruppe des Elisabethanischen Theaters. Eine frühere Truppe, welche die Farben von William Somerset, 3. Earl of Worcester trug, befindet sich unter den Theaterkompanien, welche zu Mitte des 16. Jahrhunderts durch England getourt sind. Eine nachfolgende Truppe ging in den 1580er und 1590er Jahren auf Tour durch die Lande; hierzu gibt es wenig Informationen, nur, dass sie 1583 den späteren Theaterstar Edward Alleyn, damals noch im Alter von 16 Jahren, in ihrer Mitte hatten.
Zu Beginn des 17. Jahrhunderts stieg der Edward Somerset, 4. Earl of Worcester gesellschaftlich auf. So wurde er im April 1601 zum Queen’s Master of the Horse bestellt, was im deutschsprachigen Raum dem Oberststallmeister entspräche. Um sein Ansehen zu steigern, wollte Worcester nun auch seine Schauspieltruppe nach London bringen. Jedoch hatten seit den 1590ern nur die Lord Chamberlain’s Men und die Admiral’s Men die offizielle Erlaubnis in London zu spielen. Allerdings gelang es Worcester am 31. März 1602 eine Lizenz des Privy Council zu erhalten. Die Kompanie sollte ursprünglich nur im Inn-Yard Theatre Boar’s Head Inn spielen, jedoch wurden im August desselben Jahres erste Gespräche mit Philip Henslowe aufgenommen. Bald schon traten die Worcester’s Men am Rose Theater auf. Dies wurde möglich, da die Admiral’s Men zur Jahrhundertwende zum Fortune Playhouse gewechselt sind und hier eine Lücke ließen. (Henslowe machte zudem Geschäfte mit den Mitgliedern von Worcester’s Men, wie zuvor auch mit den Admiral’s; Viele Kompaniemitglieder standen alsbald mit Kleinkrediten in seiner Schuld.)
Während ihres ersten Jahres bei Henslowe erwarben die Worcester’s Men ein Dutzend Stücke aus Henslowes Riege regelmäßiger Hausdramatiker: Thomas Dekker, Wentworth Smith, John Day, Henry Chettle, Richard Hathwaye und sogar ein junger John Webster. Die meisten dieser Stücke sind nicht erhalten geblieben. Die Kosten für ein Stück betrugen normalerweise sechs Pfund, manchmal auch ein oder zwei Pfund mehr; Dekker bekam 10 zusätzliche Schilling für eines seiner Solowerke.
In den Reihen der Worcester’s Men fanden sich nach und nach Namen wie John Lowin, Schauspieler und Dramatiker Thomas Heywood und der berühmte Clown William Kempe ein. Christopher Beeston schloss sich im August 1602 an, nachdem er die Lord Chamberlain’s Men verlassen hatte; der ebenfalls bei den Chamberlain’s befindliche John Duke unternahm im Laufe des Jahres 1602 den gleichen Schritt. Und in der zweiten Hälfte des Jahres übernahmen Worcester die Oxford’s Men, eine Truppe, die zuvor hauptsächlich tourend in der Provinz auftrat. Im Februar 1603 spielten sie A Woman Killed with Kindness, oft als Heywoods bestes Stück bezeichnet.
Die Truppe hatte nie den Erfolg, die die Lord Chamberlain’s Men im Globe Theatre hatten oder Admiral’s Men im Fortune. Als König Jakob I. die Regierungsgeschäfte  in England übernahm, erhielt die Truppe sogar die königliche Schirmherrschaft und wurde zu den Queen Anne’s Men.

## Belegende Literatur
- Edmund Kerchever Chambers: The Elizabethan Stage. 4 Bände, Clarendon Press, Oxford 1923.
- F. E. Halliday: A Shakespeare Companion 1564-1964, Penguin, Baltimore 1964.